# Idstedt
Idstedt település Németországban, Schleswig-Holstein tartományban. Lakosainak száma 919 fő (2023. december 31.).

## Népesség
A település népességének változása:
| Lakosok száma | 747  | 905  | 893  | 908  | 876  | 919  |
|               | 1975 | 2017 | 2019 | 2021 | 2022 | 2023 |